# Gülgəzli
Gülgəzli è un comune dell'Azerbaigian situato nel distretto di Bərdə. Conta una popolazione di 472 abitanti.